# Pochteca

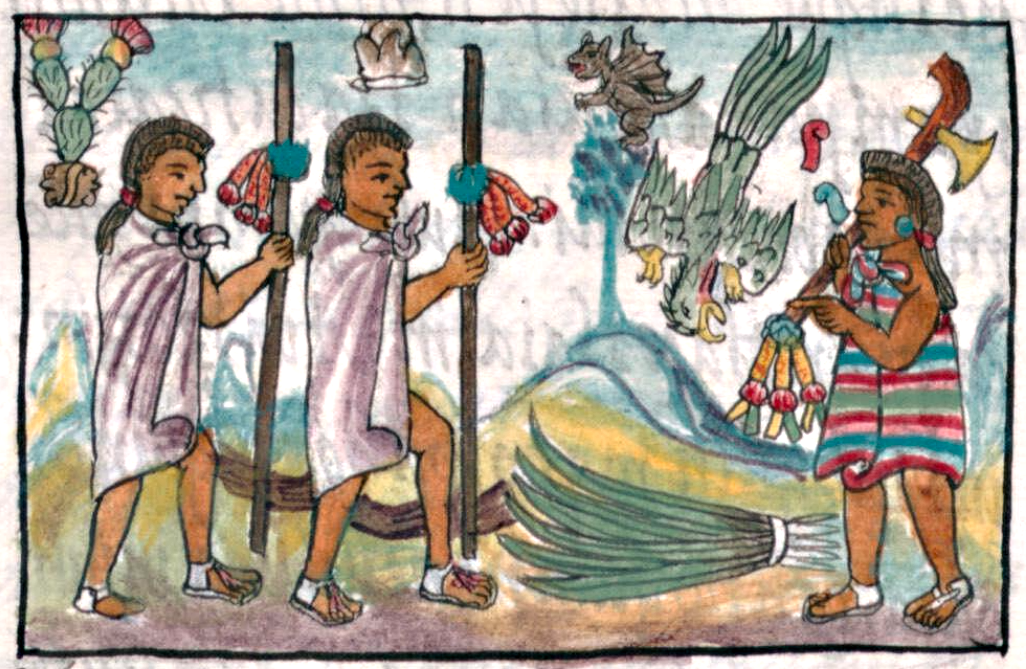
Représentation de pochteca (Codex de Florence, vol. 2, livre IX, folio 326v).

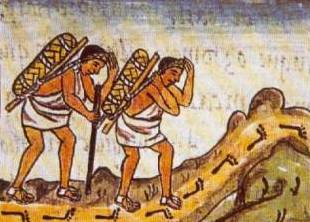
Représentation de tlameme, porteurs qui pouvaient être des pochteca, ou des employés voire des esclaves au service des pochteca (Codex de Florence).

Les « pochteca » (pluriel du mot pochtecatl en nahuatl) étaient des marchands nahuas professionnels qui voyageaient sur de longues distances dans l'Empire aztèque.
Le commerce était désigné sous le nom de « pochtecayotl ». Au sein de l'empire, les « pochteca » remplissaient trois fonctions principales: la gestion du marché, le commerce international et le rôle d'intermédiaires du marché au niveau national.
Ils constituaient une classe minoritaire mais privilégiée (intermédiaire, entre les nobles pipiltin et les plébéiens macehualtin) et importante, car ils ont non seulement facilité le commerce, mais ont également communiqué des informations vitales à travers l'Empire Aztèque et au-delà de ses frontières. Ils étaient souvent employés comme espions en raison de leurs nombreux voyages et de leur connaissance de l'Empire.
Les « pochteca » font l'objet du livre IX du Codex de Florence (1576), compilé par Bernardino de Sahagún.
L'enclave de Xoconochco actuelle Soconusco bien que formellement membre de l'empire aztèque voyait son commerce effectué par le système de commerce à longue distance Pochteca.